# Герб Вагуша
Ге́рб Ва́гуша — офіційний символ містечка Вагуш, Португалія. Використовується як територіальний герб. У золотому щиті чорний молісейру із червоним вітрилом. Він пливе праворуч по воді, зображеній у вигляді двох синіх і двох срібних хвилястих смуг. У главі щита два перев'язані снопи зелених колосків. Щит увінчує срібна мурована містечкова корона з чотирма вежами.  Під щитом біла стрічка, на якій великими літерами напис португальською: «Vagos» (Вагуш).  Офіційно затверджений 14 вересня 1972 року.  

## Галерея

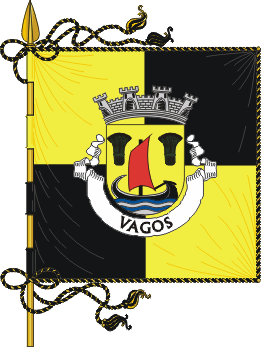
Прапор